# Церковь Николая Чудотворца (Жегалово)
Церковь Николая Чудотворца — православный храм в районе Жегалово городского округа Щёлково Московской области. Относится к Щелковскому благочинию Балашихинской епархии Русской православной церкви. Нынешний каменный храм возведён в 1835 году в стиле ампир. Расположен на Жегаловском кладбище.

## Описание

### Деревянный храм
Первое упоминание деревянной церкви Николая Чудотворца в селе Жегалово относится к 1623 году (до того Жегалово было вотчиной князя Ивана Михайловича Глинского, двоюродного брата царя Ивана Грозного). Глинский, перед смертью принявший монашеский постриг, свою вотчину Жегалово завещал передать по смерти Троице-Сергиеву монастырю. Писцовая книга 1623 года упоминанает: «Жегалово на речке Воронк <…> а в селе церковь Николы Чюдотворца древян клетцки».
В феврале 1729 года жегаловские крестьяне направили архимандриту Троице-Сергиева монастыря прошение о дозволении соорудить новый храм: «Была церковь во имя Николая Чудотворца и в прошлых годех в пожар волею Божиею церковь сгорела и ныне церкви Божии во оном приселке не имеется». В том же 1729 году местным крестьянам было дозволено взять сруб ставшей излишней церкви из села Звягино (ныне в черте города Пушкино) и собрать его на месте сгоревшего храма в Жегалово. В октябре 1730 года новая церковь Николая Чудотворца в Жегалово была собрана и освящена троицким архимандритом Варлаамом.
К 1770 году деревянное строение пришло в ветхость, ввиду чего в 1772 году жегаловские прихожане взяли готовый сруб храма из расположенного по соседству сельца Красникова. Новая церковь была поставлена на погосте и освящена во имя Николая Чудотворца на прежнем антиминсе.

### Каменный храм
Каменная однопрестольная церковь была заложена вместо ветхой деревянной церкви 26 мая 1830 года, построена тщанием Богородских купцов братьев Василия Прохорова Мурашева и Алексея Прохорова Мурашева. В 1832 году при церкви была сооружена колокольня с папертью.
Каменная Николаевская церковь была освящена 10 ноября 1835 г. Северный придел — в честь великомученика Димитрия Солунского; впоследствии был сооружён южный придел в честь Смоленской иконы Божией Матери.
В 1941 году храм был закрыт, но не разрушен; в 1942 году вновь открыт, и с тех пор не закрывался для богослужений.
В 1945—1946 годах обновлялась церковная роспись храма. Руководителем работ был художник, выпускник ВХУТЕМАСа Антон Николаевич Чирков (1902—1946). Ими были написаны фигуры четырёх евангелистов на парусах храма, в правом приделе — апостолов Петра и Павла, а в куполе — фрески на сюжеты «Преображения» и «Иордани», однако до наших дней дошли только эскизы к отдельным композициям.
С 1987 по 1992 год на приходе храма служил священник Глеб Якунин, известный советский диссидент и российский политический деятель.